# Amyema umbellata
Amyema umbellata är en tvåhjärtbladig växtart som beskrevs av Danser. Amyema umbellata ingår i släktet Amyema och familjen Loranthaceae. Inga underarter finns listade i Catalogue of Life.